# Pale Blue Dot

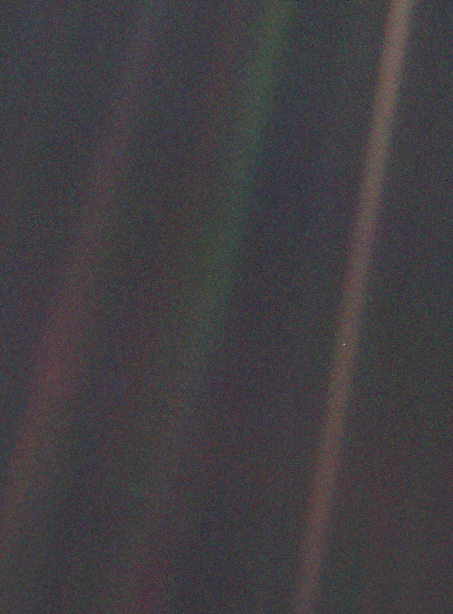
Pale Blue Dot, Ziemia z odległości około 6,4 miliarda kilometrów. Oryginalna wersja zdjęcia

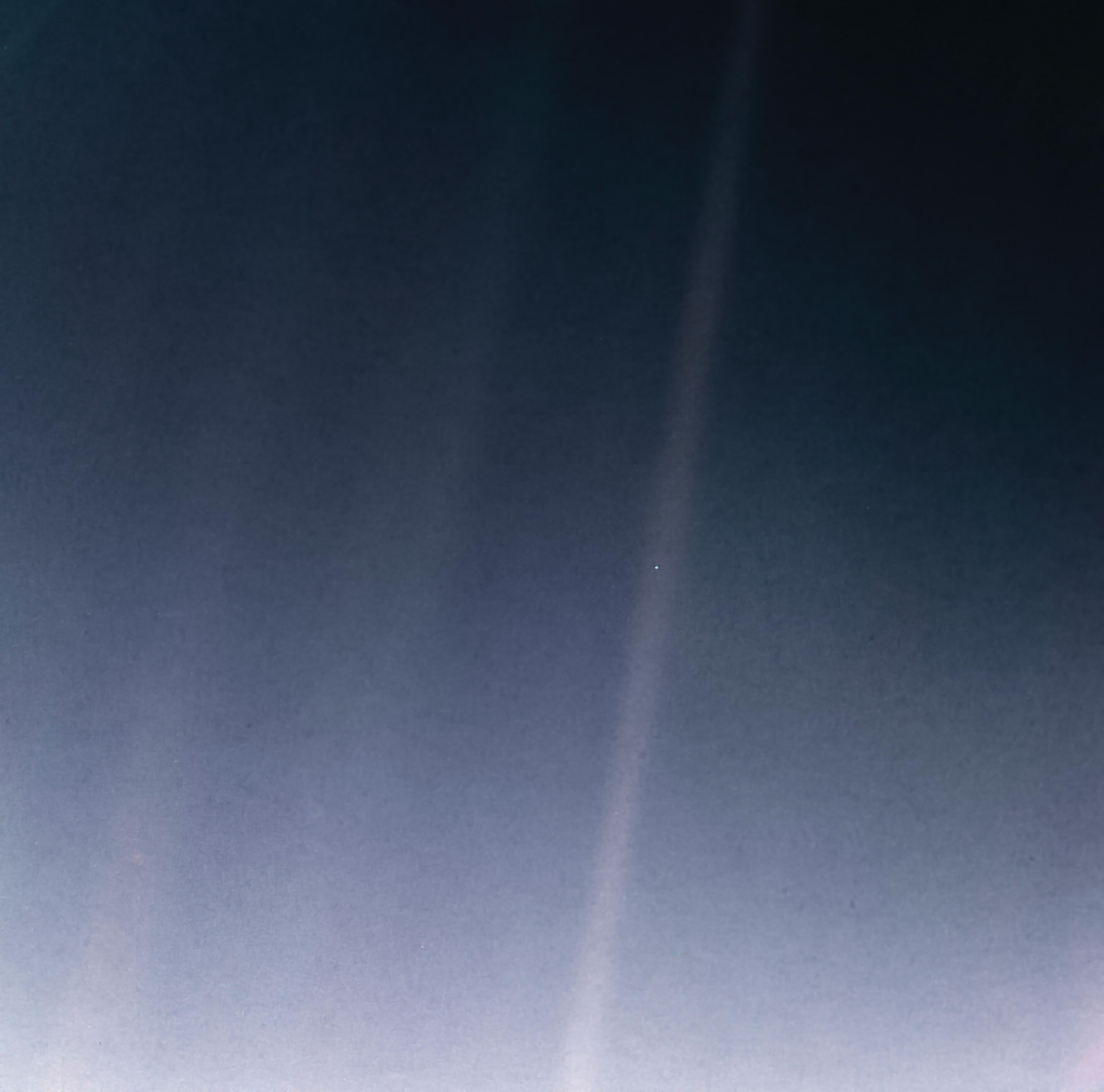
Poprawiona wersja zdjęcia z użyciem nowoczesnych technik obróbki obrazu

Pale Blue Dot – fotografia Ziemi wykonana przez sondę kosmiczną Voyager 1, opuszczającą Układ Słoneczny.

## Opis
Zdjęcie to zostało wykonane z rekordowej odległości od Ziemi – około 6,4 miliarda kilometrów (około 4 miliardów mil, ponad 43 au). Pomysłodawcą zdjęcia był astronom Carl Sagan, a jego tytułu użył w 1994 roku dla swojej książki Błękitna kropka. Człowiek i jego przyszłość w kosmosie.
14 lutego 1990 roku sonda Voyager 1, która znajdowała się już daleko poza orbitą Plutona i zrealizowała podstawowe cele misji podczas przelotu przez Układ Słoneczny, wykonała na polecenie z Ziemi szereg manewrów mających na celu reorientację kamer w kierunku centrum Układu Słonecznego, tak aby sfotografować planety Układu Słonecznego. Na jednym ze zdjęć o dużej ziarnistości widać Ziemię jako „błękitną kropkę”.
Zdjęcie zostało wykonane z sondy przemieszczającej się 32° powyżej ekliptyki przy użyciu wąskokątnego aparatu fotograficznego z zastosowaniem niebieskiego, zielonego i fioletowego filtru. Wąskokątny aparat fotograficzny (w przeciwieństwie do szerokokątnych), w który wyposażono sondę Voyager 1, przeznaczony jest do fotografowania obszarów zawierających określone szczegóły. Ziemia na fotografii zajmuje obszar około 0,12 piksela.
Sonda Voyager 1 wykonała także podobne zdjęcia Wenus, Jowisza, Saturna, Urana i Neptuna, tworząc portret Układu Słonecznego. Ze względu na stosunkowo niewielką odległość kątową od Słońca niemożliwe było sfotografowanie Merkurego i Marsa. W wyniku zestawienia 60 zdjęć w mozaikę uzyskano portret Układu Słonecznego.